# Машавера
Машавера (груз. მაშავერა) — река в Грузии. Протекает по территориям Дманисского и Болнисского муниципалитета. Правый приток Храми. Длина — 66 км, площадь бассейна 1390 км².
Берёт начало на восточных склонах Джавахетского хребта, на высоте 2125 метров над уровнем моря. Имеет глубокую, каньонообразную долину. Питание снеговое, дождевое и подземное.
Весеннее половодье. В зимнее время наступает межень. Летом и осенью иногда характерны паводки. Зимой появляются забереги и шуга. Машавера используется для орошения. Средний расход воды 7,78 м³/с Машавера — одна из самых многоводных рек бассейна реки Кура.. На реке Машавера расположены города Дманиси и Болниси.